# لایه‌بندی مورب

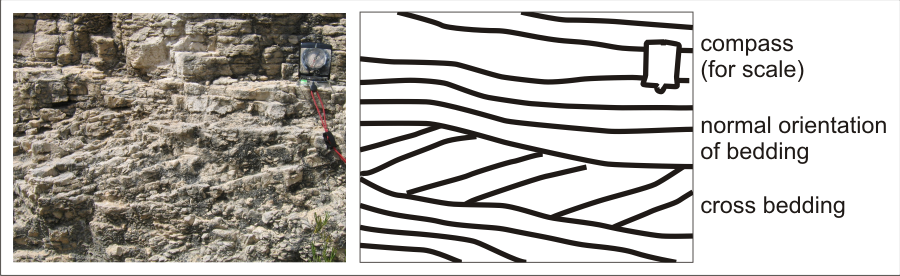
لایه‌بندی مورب در یک ماسه‌سنگ در شرق اسپانیا.

شکل‌گیری و فرسایش یافتن یک لایه‌بندی مورب.

در زمین‌شناسی لایه‌بندی مُوَرَب (cross-bedding) با لایه‌بندی چلیپایی به نوعی ساختار لایه‌ای گفته می‌شود که حاصل از نهشته شدن لایه‌های مورب بر روی سطح شیب‌دار باشد.
لایه‌بندی مورب یک نوع چینه‌بندی با مقیاس کوچکتر است که غالباً ضخامت آن‌ها کم است و نسبت به طبقه‌بندی اصلی به حالت متقاطع قرار گرفته‌اند. به آن چینه‌بندی چلیپایی (cross stratification) هم گفته می‌شود.
لایه‌بندی مورب نتیجه محیط ویژه‌ای از رسوب‌گذاری است و نه تغییر شکل هندسی سنگ بر اثر تنش یا همان دگرشکلی. لایه‌بندی مورب در سنگ‌هایی مانند کنگلومرا، ماسه‌سنگ، سنگ‌های رسی و به ندرت در سنگ آهک مشاهده می‌شود. لایه‌بندی مورب، غالباً در رودخانه‌ها و به خصوص در رسوبات دلتایی و رسوبات کنار رودخانه دیده می‌شود. هنگام ورود رودخانه به آب ساکن، ذرات سنگین آن، به‌طور ناگهانی سقوط کرده و لایه‌بندی چلیپایی را به وجود می‌آورند. چینه‌بندی متقاطع در لایه‌ای رسوبات بادی نیز به وجود می‌آید. زیرا هنگام حرکت تلماسه‌ها (تپه‌های ماسه‌ای)، ماسه‌های ریز از بالای تپه سرازیر شده و طبقات متقاطع را به وجود می‌آورد.
لایه‌بندی مورب فراوان‌ترین و معمول‌ترین نوع ساختمان‌های رسوبی در طبیعت است. ضخامت لایه‌بندی مورب ممکن است از چند میلی‌متر تا ده‌ها متر تغییر کند. بر پایه ویژگی‌های سطوحی که یک سری لایه‌بندی مورب را احاطه می‌کند دو نوع طبقه‌بندی مورب تشخیص داده شده‌است: ۱ـ طبقه‌بندی مورب مسطح ۲ـ طبقه‌بندی مورب عدسی شکل یا تراف.
به‌طور کلی لایه‌بندی مورب بیشتر در رسوبات سیلتی و ماسه‌ایی تشکیل می‌شود ولی ممکن است در رسوبات دانه‌درشت گراولی نیز دیده شود. لایه‌بندی مورب در اثر حرکت ذرات به توسط جریان آب یا باد در محیط‌های رسوبی مختلف (رودخانه‌ای، دلتایی، بادی، دریایی و غیره) و رسوب‌گذاری آن‌ها در قسمت پشتی موج‌نقش ripple mark، خاکریزها، امواج ماسه‌ای، سدها یا در روی مخروط‌ها و دلتاهای کوچک تشکیل می‌گردند. بنابراین در رسوباتی که توسط جریان‌های یک‌جهتی، از قبیل رودخانه، تشکیل شده‌اند می‌توان با استفاده از مقدار و جهت شیب لایه‌بندی مورب به جهت حرکت رسوبات از منشا به حوضه رسوبی پی برد.